# Milan Milanović
Milan Milanović (in serbo Милан Милановић?; Kosovska Mitrovica, 31 marzo 1991) è un calciatore serbo, di ruolo difensore dello Sloga Doboj.

## Caratteristiche tecniche
È un difensore centrale che può essere schierato anche davanti alla difesa o sulle fasce. È abile nel colpo di testa, caratteristica che lo rende incisivo sotto porta, e nel lancio lungo dalla difesa; è altresì dotato di forza fisica. Atleta tecnico e agile, il suo piede preferito è il destro, dotato di discreta potenza.

## Carriera

### Club
Ha iniziato a giocare in una squadra del Kosovo, passando quindi allo Zemun, squadra di Belgrado. Dopo un solo anno nelle giovanili della squadra serba della Stella Rossa Belgrado è stato prelevato a parametro zero dal Lokomotiv Mosca, che lo inserisce nel proprio settore giovanile, col quale ha giocato 70 partite venendo eletto il miglior giocatore della categoria. Dopo una presenza con la seconda squadra, dal 1º marzo 2011 non è più un giocatore della squadra russa in quanto gli è scaduto il contratto. Da quel momento inizia ad allenarsi con la squadra italiana del Palermo, giocando le amichevoli infrasettimanali. Il suo tesseramento da parte della società rosanero – con la quale firma un contratto quinquennale da 250 000 euro a stagione – viene ufficializzato il 14 marzo,
mentre il Palermo – che lo ha pagato 1,77 milioni di euro – ne dà l'annuncio l'8 giugno 2011.
Il 31 agosto, l'ultimo giorno di calciomercato, passa in prestito al Siena, dove non scende mai in campo vista l'abbondante concorrenza nel reparto difensivo senese, e il 5 gennaio 2012 viene ufficializzato il suo ritorno al Palermo. In Palermo-Milan (0-4) della 26ª giornata di campionato, disputata il 3 marzo, è stato portato per la prima volta in panchina dall'allenatore Bortolo Mutti. L'esordio sia in Serie A che con la maglia del Palermo arriva il 24 marzo seguente nella partita pareggiata per 1-1 in casa contro l'Udinese alla 29ª giornata di campionato, giocando titolare. Il 7 aprile seguente, nella 31ª giornata persa in casa per 2-0 contro la Juventus, subisce una frattura delle ossa del setto nasale - ridotta dallo staff medico a partita in corso - dopo uno scontro con Marcelo Estigarribia; si opera due giorni dopo con l'operazione che riesce perfettamente. Chiude la stagione con altre 2 presenze per un totale di 5 apparizioni (4 da titolare).
A fine settembre subisce una lesione capsulo legamentosa della caviglia sinistra, restando indisponibile fino all'inizio di novembre. Il 16 gennaio 2013, dopo aver disputato le due partite di Coppa Italia in cui è stato coinvolto il Palermo nella stagione 2012-2013 (una ad agosto, l'altra a novembre dopo il suo recupero), passa in prestito con diritto di riscatto della compartecipazione al Vicenza, in Serie B 2012-2013, ottenendo 13 presenze, tutte da titolare.
Rientrato al Palermo, torna a vestire la maglia rosanero il 13 ottobre 2013 in occasione della partita della nona giornata del campionato di Serie B vinta per 1-0 sul Pescara, giocando titolare. Segna il suo primo gol in maglia rosanero nella gara della 14ª giornata vinta in casa della Reggina per 2-0. Il 3 maggio 2014, dopo la vittoria contro il Novara per 1-0 in trasferta, ottiene la promozione in Serie A – con annessa vittoria del campionato – con cinque giornate d'anticipo. Chiude la stagione con 18 presenze in campionato.
Il 31 agosto 2015 il Palermo lo cede in prestito all'Ascoli. A febbraio 2017 si trasferisce al Pisa. Il 1º luglio 2017, la squadra toscana decide di non rinnovare il contratto del serbo e, di conseguenza, rimarrà svincolato.
Il 25 febbraio 2019, decide di ritornare nella penisola balcanica, accasandosi nel club bosniaco Zěljezničar Banja Luka. In 7 mesi di permanenza scenderà in campo per sole 13 volte andando a segno in 3 occasioni.
Il 4 settembre 2019, si sposterà poco più in su della Serbia, trasferendosi in Slovenia per firmare con il Triglav. Dopo una partita giocata contro il Mura, dove tra l'altro segnerà il suo secondo gol stagionale, sarà intervistato dalla stampa dove dirà di trovarsi molto bene a Kranj e che ha ancora dei sentimenti profondi verso il Palermo. A gennaio 2020, lascerà ufficialmente il club in scadenza di contratto.
Il 12 settembre 2021, tornerà in patria firmando per il Radnički Kragujevac. L'esperienza del serbo, però, è del tutto fallimentare visto che scenderà in campo per sole sette volte in campionato.
Il 25 luglio 2022, sarà ceduto a titolo gratuito allo Sloga Meridian Doboj, tornando così in Bosnia-Erzegovina.

### Nazionale
Ha iniziato la carriera in Nazionale con la formazione Under-17, esordendovi il 27 settembre 2007 in Serbia-Islanda (1-0) valida per le qualificazioni al campionato europeo di calcio Under-17 del 2008, prendendo poi parte alla fase finale.
In seguito inizia a giocare con la selezione Under-19, con cui ha partecipato – nell'ottobre del 2008 – a tre partite della prima fase qualificazione agli Europei di categoria del 2009, vincendole tutte, precisamente contro Irlanda del Nord (3-1), Albania (5-0) e Inghilterra (3-1). Nel maggio del 2009 ha disputato inoltre 3 partite di qualificazione nella fase élite. La prima partita è stata Serbia-Finlandia (1-1), mentre le altre due partite sono state contro Austria (vittoria per 3-0) e Ungheria (vittoria per 1-0). Infine ha giocato le 4 partite in cui la sua squadra è stata impegnata nella fase finale disputata in luglio, prima di uscire in semifinale: nel girone B la sua squadra ha pareggiato 1-1 con la Francia, ha vinto 2-1 con la Spagna grazie ad una sua doppietta ed ha battuto 1-0 la Turchia, mentre in semifinale è stata eliminata dall'Ucraina (3-1), poi vincitrice finale.
Nel maggio del 2010 ha disputato altre tre partite con l'Under-19, ancora nella qualificazione (fase élite) stavolta per l'Europeo di categoria del 2010: ha marcato presenza contro Danimarca (vittoria per 3-2), Austria (sconfitta per 2-0) e Svizzera (vittoria per 4-2).
Dal 2009 ha cominciato a giocare con l'Under-21, diventandone un punto fermo. Ha esordito con la massima formazione giovanile il 9 settembre 2009 nell'incontro vinto in casa della Norvegia per 1-0 e valido per le qualificazioni all'Europeo Under-21 2011, giocando titolare e segnando al 92' il gol vittoria.

## Statistiche

### e reti nei club
Statistiche aggiornate al 18 maggio 2017.
| Stagione            | Squadra         | Campionato      | Campionato | Campionato | Coppe nazionali | Coppe nazionali | Coppe nazionali | Coppe continentali | Coppe continentali | Coppe continentali | Altre coppe | Altre coppe | Altre coppe | Totale | Totale |
| Stagione            | Squadra         | Comp            | Pres       | Reti       | Comp            | Pres            | Reti            | Comp               | Pres               | Reti               | Comp        | Pres        | Reti        | Pres   | Reti   |
| ------------------- | --------------- | --------------- | ---------- | ---------- | --------------- | --------------- | --------------- | ------------------ | ------------------ | ------------------ | ----------- | ----------- | ----------- | ------ | ------ |
| lug.-ago. 2011      | Palermo         | A               | -          | -          | CI              | -               | -               | UEL                | -                  | -                  | -           | -           | -           | -      | -      |
| ago. 2011-gen. 2012 | Siena           | A               | 0          | 0          | CI              | 0               | 0               | -                  | -                  | -                  | -           | -           | -           | 0      | 0      |
| gen.-giu. 2012      | Palermo         | A               | 5          | 0          | CI              | -               | -               | UEL                | -                  | -                  | -           | -           | -           | 5      | 0      |
| 2012-gen. 2013      | Palermo         | A               | 0          | 0          | CI              | 2               | 0               | -                  | -                  | -                  | -           | -           | -           | 2      | 0      |
| gen.-giu. 2013      | Vicenza         | B               | 13         | 0          | CI              | -               | -               | -                  | -                  | -                  | -           | -           | -           | 13     | 0      |
| 2013-2014           | Palermo         | B               | 18         | 1          | CI              | 0               | 0               | -                  | -                  | -                  | -           | -           | -           | 18     | 1      |
| 2014-2015           | Palermo         | A               | 0          | 0          | CI              | 1               | 0               | -                  | -                  | -                  | -           | -           | -           | 1      | 0      |
| Totale Palermo      | Totale Palermo  | Totale Palermo  | 23         | 1          |                 | 3               | 0               |                    | 0                  | 0                  |             | -           | -           | 26     | 1      |
| 2015-2016           | Ascoli          | B               | 34         | 1          | CI              | 0               | 0               | -                  | -                  | -                  | -           | -           | -           | 34     | 1      |
| feb.-giu. 2017      | Pisa            | B               | 11         | 0          | CI              | -               | -               | -                  | -                  | -                  | -           | -           | -           | 11     | 0      |
| Totale carriera     | Totale carriera | Totale carriera | 81         | 2          |                 | 3               | 0               |                    | 0                  | 0                  |             | -           | -           | 84     | 2      |

## Palmarès

### Club

#### Competizioni nazionali
- Campionato italiano di Serie B: 1

Palermo: 2013-2014